# Filomena Bortkiewiczowa
Filomena Elżbieta Bortkiewicz (ur. 8 grudnia 1920 w Wilnie, zm. 18 marca 1993 w Łodzi) – polska historyk państwa i prawa polskiego, docent Wydziału Prawa i Administracji Uniwersytetu Łódzkiego.

## Życiorys
Studia prawnicze zaczęła na Uniwersytecie Stefana Batorego, przerwane przez wojnę. W latach 1941–1944 była aktywna w tajnym nauczaniu. Następnie pracowała w Urzędzie Głównego Pełnomocnika Rządu RP do Spraw Ewakuacji w LSRR. Studia prawnicze dokończyła na Uniwersytecie Łódzkim. Doktorat w 1960 Nadziały i powinności chłopów pańszczyźnianych w dobrach prywatnych Królestwa Polskiego (promotorzy: Stanisław Śreniowski i Józef Litwin). Habilitacja w 1971 -  Alienacje nieruchomości w prawie wiejskim w Małopolsce XVI-XVIII w.. Docent 1972. Zatrudniona na UŁ od 1950 Katedrze Prawa Rzymskiego, później w Katedrze i Zakładzie Historii  Państwa i Prawa Polskiego (1951–1990) (kierownik 1972–1987). Zajmowała się historią społeczno-gospodarczą i oraz historią chłopów polskich XIX i XX wieku. 

## Wybrane publikacje
- Prawa do ziemi chłopów pańszczyźnianych w dobrach prywatnych Królestwa Polskiego w latach 1846–1861 w świetle materiałów archiwalnych dot. pow. piotrkowskiego, 1956.
- Nadziały i powinności chłopów pańszczyźnianych w dobrach prywatnych Królestwa Polskiego, Warszawa: Państwowe Wydawnictwo Naukowe 1958.
- Alienacje nieruchomości w prawie wiejskim w Małopolsce XVI-XVIII w., Łódź: Uniwersytet Łódzki 1970.